# Städtisches Klinikum Dessau

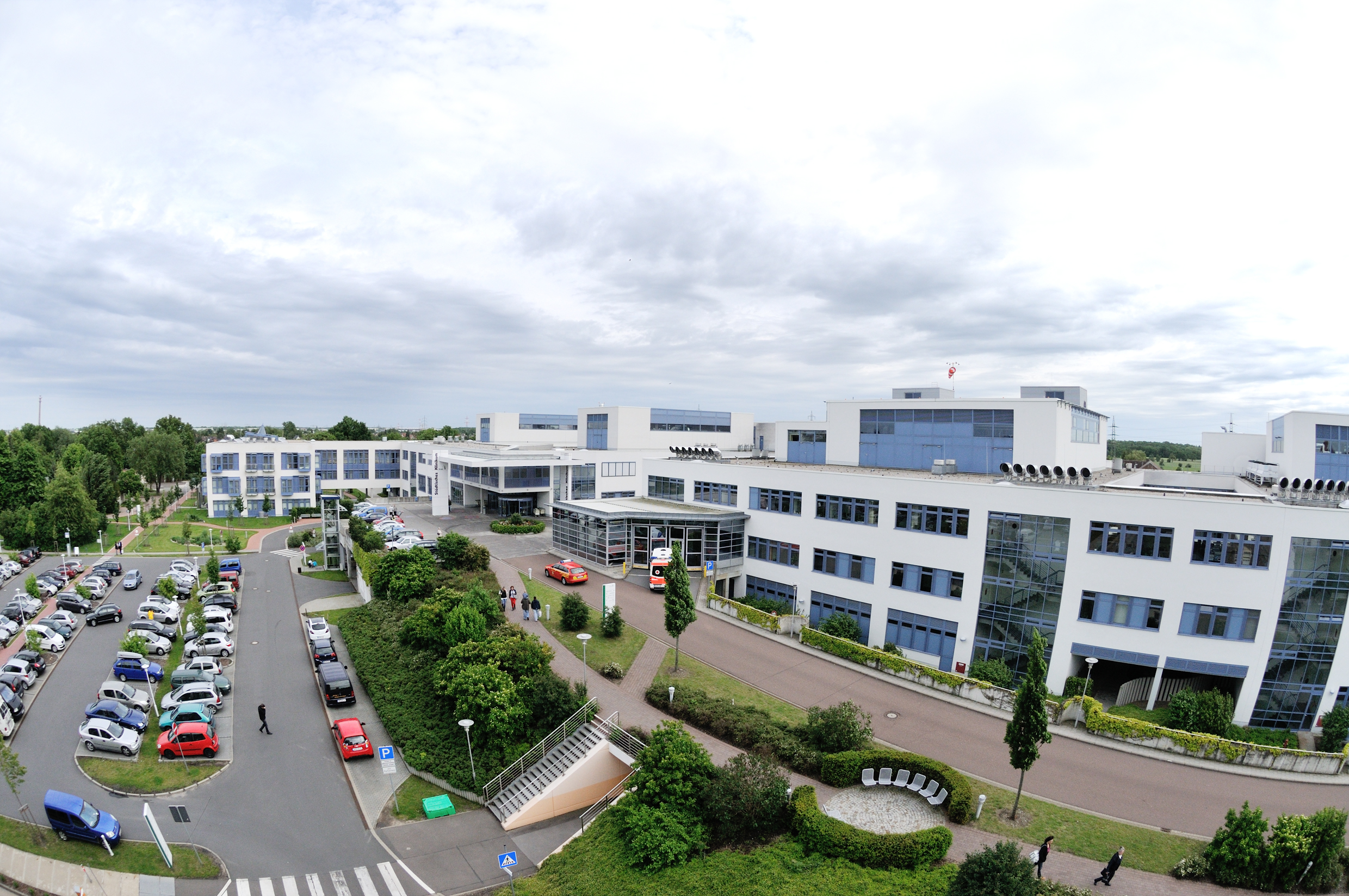
Außenansicht des Krankenhauses. Im Vordergrund die Liegendauffahrt zur Notaufnahme. Dahinter der Haupteingang.

Das Städtische Klinikum Dessau ist ein Krankenhaus in Alten, einem südwestlichen Stadtteil von Dessau-Roßlau.
Das Klinikum ist ein Krankenhaus der Schwerpunktversorgung und Akademisches Lehrkrankenhaus mit Hochschulabteilungen der Medizinischen Hochschule Brandenburg (MHB) Theodor Fontane. Als drittgrößter Medizinstandort in Sachsen-Anhalt verfügt der Eigenbetrieb der Stadt Dessau-Roßlau über circa 900 Betten und deckt mit seinen 23 Kliniken und 14 Zentren nahezu alle Spezialisierungen der Medizin ab. Die 2.000 Mitarbeiter behandeln jährlich rund 100.000 Patienten. (Stand 2021) Das Klinikum ist einer der größten Arbeitgeber und Ausbildungsbetriebe in Dessau-Roßlau.
Zum Klinikum zählt ein Medizinisches Versorgungszentrum (MVZ) mit rund 60 Arztsitzen und 21 Fachbereichen in 16 Orten (Kommunen). Pro Jahr werden etwa 189.000 Patienten ambulant behandelt. (Stand 2019)
An der angegliederten Krankenpflegeschule werden 150 Pflegeschüler in einer dreijährigen generalistischen Ausbildung zu Pflegefachkräften ausgebildet.
Durch die Fusion mit dem Diakonissenkrankenhaus Dessau verfügt das Klinikum seit Januar 2021 über zwei Standorte in Dessau-Roßlau.

## Geschichte

### Von der Entstehung bis zum Zweiten Weltkrieg
Das älteste Hospital innerhalb der Mauern Dessaus wird erstmals in einer Urkunde aus dem Jahre 1228 als „Hospital in Dessau“ erwähnt. Das Hospital Sankt Georgen gilt als zweitältestes Hospital und Armenhaus. Der erste schriftliche Nachweis stammt aus dem Jahre 1408. Als man 1680 das Übergreifen der Pest auf Dessau befürchtete, wurden mit Mitteln des Hospitals "Zum Heiligen Geist" Grundstücke zwischen der jetzigen Stadtschwimmhalle und der Museumskreuzung gekauft und ein Pestlazarett eingerichtet, das später als Siechenhaus und Bettlerherberge diente. Von 1766 bis 1770 ließ Fürst Franz ein „Armen-, Siechen-, Arbeits-, Zucht- und Gefängnishaus“ nach Entwürfen von F.W. von Erdmannsdorf an der Westseite der Franzstraße errichten.
1816 verkaufte die Landesregierung das Gebäude und mietete für die Kranken ein Haus an der Ostseite der Franzstraße, welches sie 1820 kaufte. Damit stand der Bevölkerung und dem Militär ein Staatliches Krankenhaus zur Verfügung und es beginnt die eigentliche Geschichte des Städtischen Klinikums. Schon 1850 reichte der Platz im Krankenhaus für die Versorgung nicht mehr aus; es erfolgte ein Erweiterungsbau im Nachbargrundstück. 1851 wurden beide Gebäude durch einen Verbindungsbau räumlich vereinigt. Angeregt durch die Gründung kommunaler Krankenhäuser in anderen Städten Anhalts, suchte die Landesregierung sich aus Kostengründen des Staatlichen Krankenhauses in Dessau zu entledigen.
Nach Bildung des Kreises Dessau im Jahre 1870 wurde es am 1. Juli 1872 durch den Kreis unter Zusicherung eines jährlichen Zuschusses durch die Regierung als Kreiskrankenhaus übernommen. Mohs strebte als dirigierender Arzt beharrlich den Neubau eines zeitgemäßen Krankenhauses an. Am 20. Dezember 1887 konnte das 1886 nach Plänen der Berliner Architekten Heino Schmieden und Walter Gropius senior begonnene neue Krankenhaus mit 100 Betten nebst einem Isolierhaus eingeweiht werden. Das Hauptgebäude mit Front zur Gropiusallee, Pavillons und Nebengebäude waren so angelegt, dass Erweiterungen möglich waren.
Schon 1897 erwies sich das Krankenhaus als zu klein und wurde durch Umbauten erweitert; 1904/05 folgte ein großzügiger Erweiterungsbau. 1922 wird die Bettenzahl mit 330 angegeben. Mit dem Ausbau der Junkerswerke und weiterer Industriebetriebe wuchs in den 20er Jahren die Einwohnerzahl Dessaus erheblich. Deshalb sah ein Projekt die Erweiterung des Kreiskrankenhauses auf 710 Betten vor. Doch der Vorschlag der Staatsregierung über die Auskreisung der Stadt Dessau sprengte den Zweckverband zwischen Kreis und Stadt zur Schaffung eines neuen Krankenhauses.

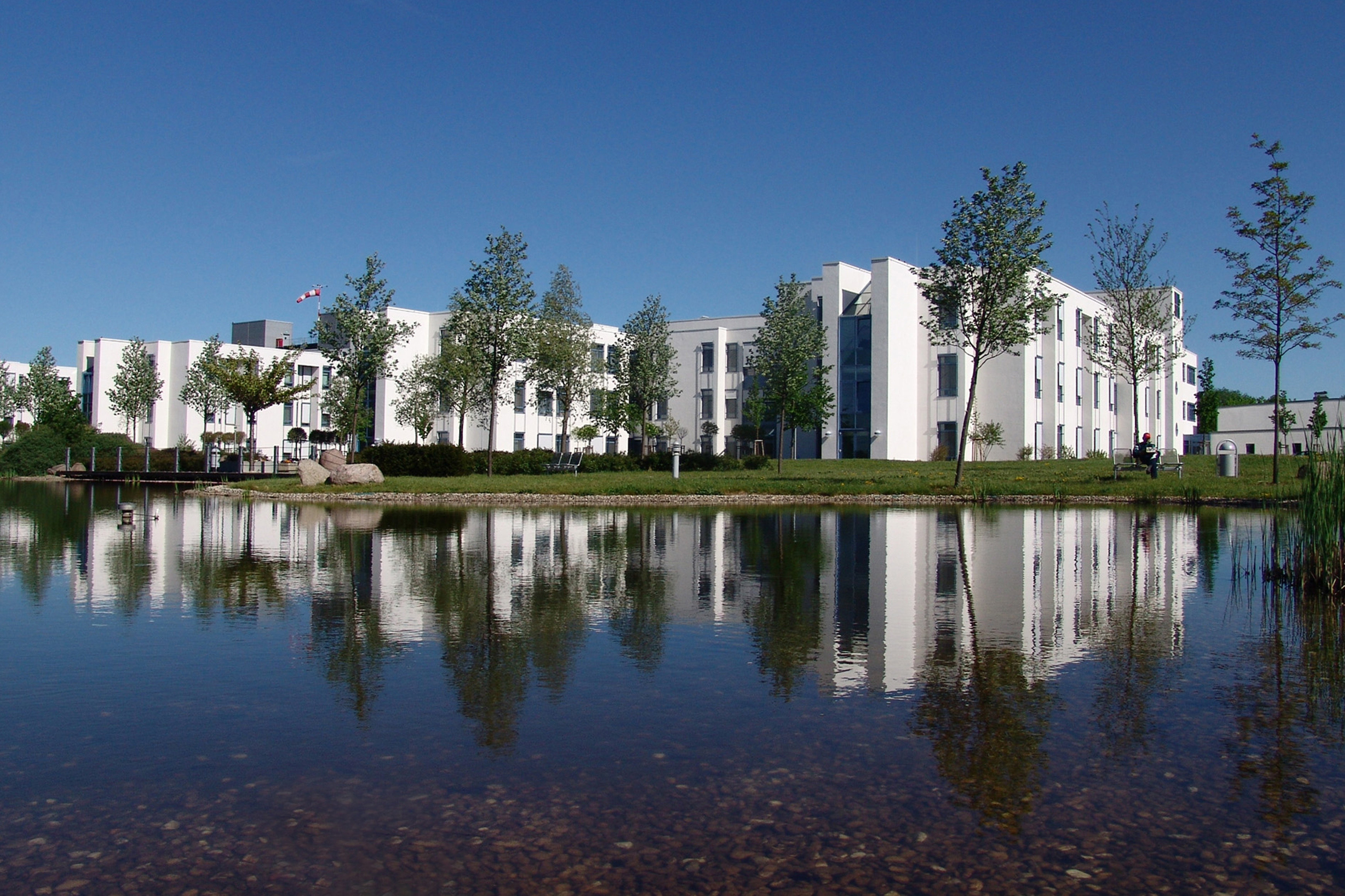
Blick vom Klinikpark

Am 1. April 1935 ging das Krankenhaus aus dem Eigentum des Kreises Dessau-Köthen an die Stadt Dessau mit der neuen Bezeichnung „Städtische Krankenanstalten Dessau“ über. Mit Beginn des 2. Weltkrieges kam das Aus für ein geplantes neues Krankenhaus. Auf dem Gelände Kühnauer Straße wurden zusätzliche Baracken aufgestellt und in der Gropiusallee 1943 ein bombensicherer Großbunker mit einer Station für Schwerkranke errichtet. Mit den zunehmenden Bombenangriffen im letzten Kriegsjahr wurde das Krankenhaus dezentralisiert. Bei dem Bombenangriff am 7. März 1945 wurden außer den Betten im Bunker und im heutigen Entbindungshaus alle Patientenunterkünfte zerstört. Nach dem Angriff standen für Dessau und Umgebung 60 Betten im Bunker, 53 im Behelfskrankenhaus Kornhaus, 120 im Junkerskrankenhaus, 85 im "Eichenkranz" und in der "Goldenen Weintraube" in Wörlitz und ca. 200 im Josephs- und Diakonissenkrankenhaus zur Verfügung.
Nachkriegszeit und DDR
Mit dem Einzug der sowjetischen Streitkräfte musste das Junkerskrankenhaus geräumt werden. Man entschied sich für die Errichtung eines Behelfskrankenhauses in der Fliegertechnischen Vorschule in Alten. Ein OP-Trakt und ein Verbindungsgang zum chirurgischen Bettenhaus wurden angebaut. Im Winter 1945/46 wurde die ehemalige Berufsschule der Junkerswerke in der Köthener Straße zum Infektionskrankenhaus umgebaut. Anfang 1947 umfasst das Krankenhaus 862 Betten. 1950 werden seitens der Stadt die Planungen für einen Krankenhausneubau in Haideburg wieder aufgenommen. 1954 zog die Augenabteilung in eine Villa in der Puschkinallee, die Hautklinik in ein neues Gebäude in der Kühnauer Straße und es kam das Aus für den Krankenhausneubau.
1957/58 wurde ein Beatmungszentrum gebaut; 1958/60 entstand die neue Kinderklinik. 1959 wurden die Städtischen Krankenanstalten, die über 1.013 Betten verfügten, zum Bezirkskrankenhaus. 1963 und 1969 wurden HNO-Klinik und Dialyse in Baracken untergebracht, 1971 die Chirurgische Ambulanz und eine Intensivstation angebaut, 1977–81 das ursprünglich als Pflegeheim geplante Mittelganghaus.

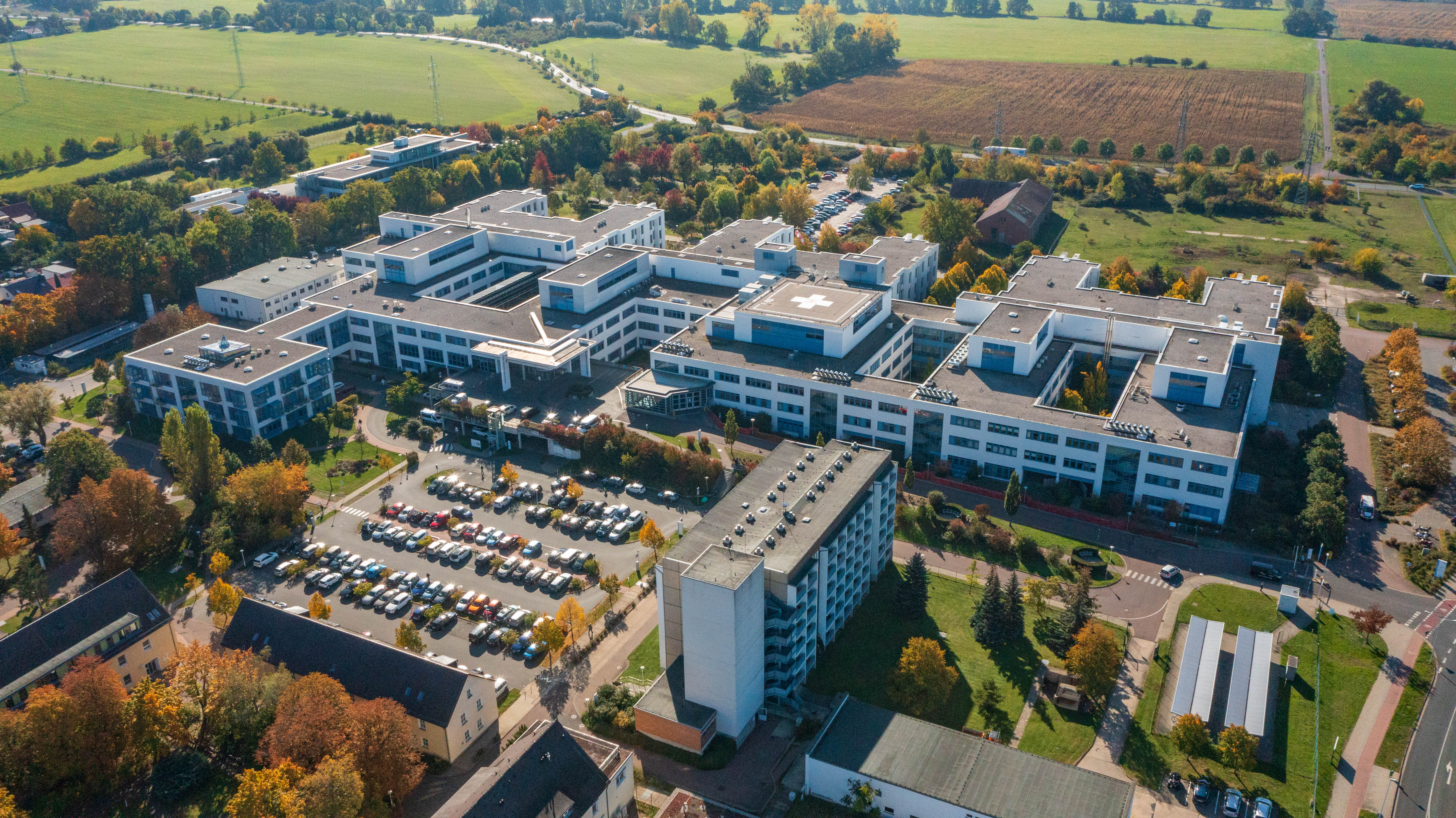
Blick von oben auf das Klinikgelände.

### Nachwendezeit
Mit der deutschen Einheit erfolgte die Übernahme des Krankenhauses in kommunale Trägerschaft der Stadt Dessau und die Umbenennung in "Städtisches Klinikum Dessau". Die Planungen für einen Krankenhausneubau wurden unmittelbar nach der Wende aufgenommen und der durch das Land Sachsen-Anhalt geförderte Ersatzneubau wurde schrittweise realisiert.

### Ersatzneubau

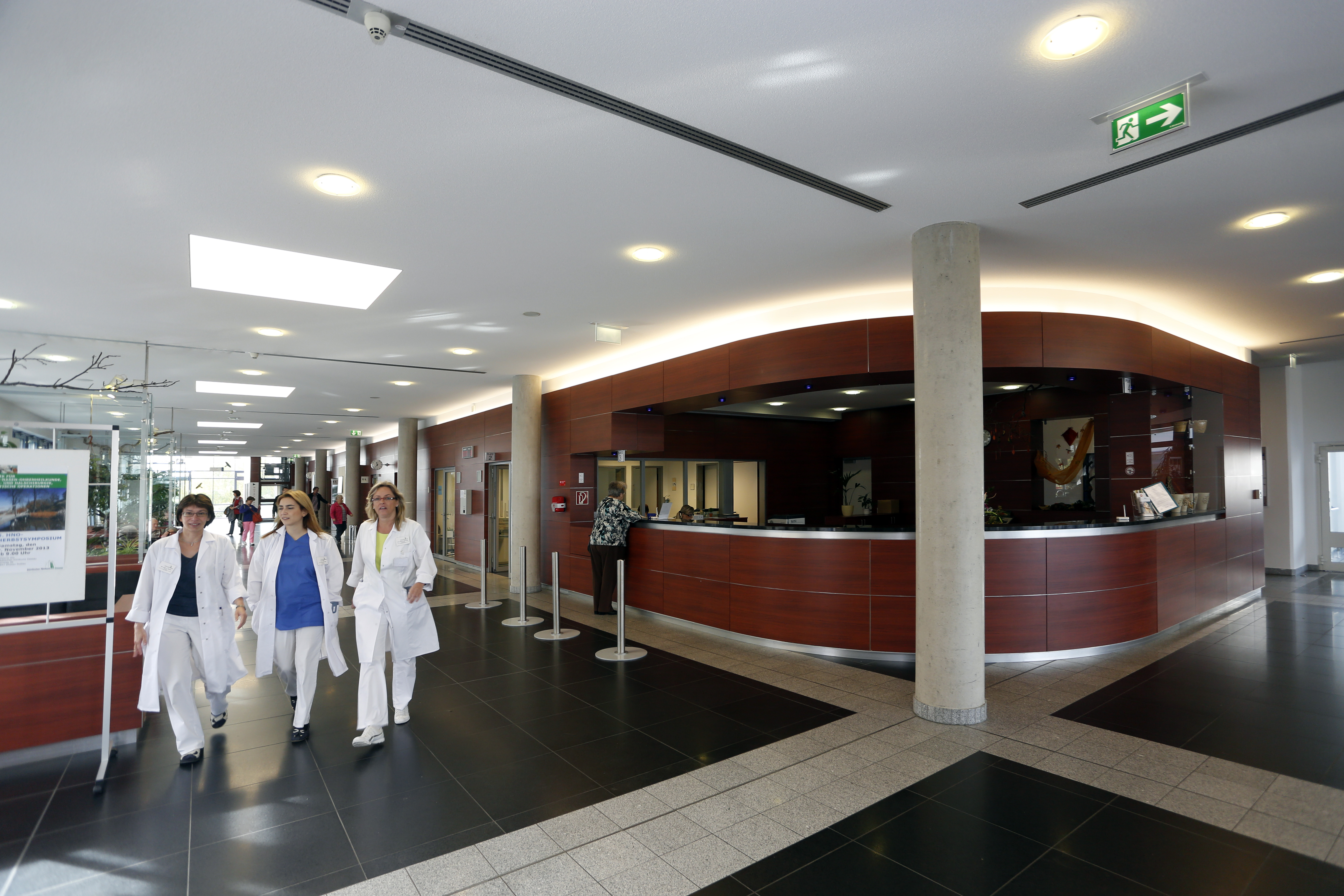
Foyer mit Empfangstresen

Im März 1994 erfolgte die Grundsteinlegung. Der 1. Bauabschnitt – ein Bettenhaus mit 160 Betten und einem Augen-OP. Dieser Bereich wurde am 1. August 1996 übergeben. Der 2. Bauabschnitt – ein Funktionstrakt mit Labor, Abteilung für Nukleartherapie, Hautklinik – wurde ab 2. März 1998 schrittweise bezogen. Ende 2001 wurde der 3. Bauabschnitt – ein Funktionstrakt mit Strahlentherapie, Notaufnahme, Radiologie und 9 Operationssälen sowie ein Bettenhaus mit 160 Normalpflege- und 16 Intensivpflegebetten – in Betrieb genommen. Der 4. Bauabschnitt – ein weiteres Bettenhaus mit 192 Betten sowie ein Haupteingangsgebäude mit Patientenaufnahme, konservativer Intensivtherapiestation mit 14 Betten, Entbindungsabteilung, Wöchnerinnen- und Neugeborenenstation, klinischer Dialyse, Küche und Cafeteria – ist seit dem Jahr 2005 in Betrieb.
Im September 2011 wurde der 5. Bauabschnitt des Städtischen Klinikums Dessau offiziell eingeweiht. Nutzer sind seitdem die Klinik für Kinder- und Jugendmedizin mit 31 Betten sowie die Kinderambulanz, in der ersten Etage eine Hotelstation mit 17 Betten und im Erdgeschoss ein „Zentrum für interdisziplinäre Onkologie“. Mit der Einweihung des 5. Bauabschnittes war der Neubau des Städtischen Klinikums abgeschlossen.
Seit Spätsommer 2020 testet das Klinikum – als erstes Krankenhaus in Deutschland – eine neue Art von Klinikroboter. Das Gerät fährt autonom seine eigenen Wege und öffnet selbständig Türen. In einer zukünftigen Ausbaustufe soll der Roboter sogar eigenständig Fahrstuhl fahren können.
Im Herbst 2020 vermeldete das Klinikum einen positiven Abschluss für das Jahr 2019. In diesem Zusammenhang wurde betont, dass das Klinikum seit 20 Jahren schwarze Zahlen schreibt.

### Fusion mit dem Diakonissenkrankenhaus
Zum 1. Januar 2021 wurde der Zusammenschluss vom Städtischen Klinikum mit dem Diakonissenkrankenhaus umgesetzt. Das vergrößerte Klinikum verfügt über zwei Standorte in der Stadt Dessau-Roßlau. Das Klinikum mit seinen 2.000 Mitarbeitern versorgt jährlich 37.000 stationäre und 70.000 ambulante Patienten. Im Rahmen der Umsetzung des Standortkonzeptes erfolgte im Mai 2022 eine räumliche Trennung der akuten (Standort Auenweg) von der ambulanten Patientenversorgung (Standort Gropiusallee).

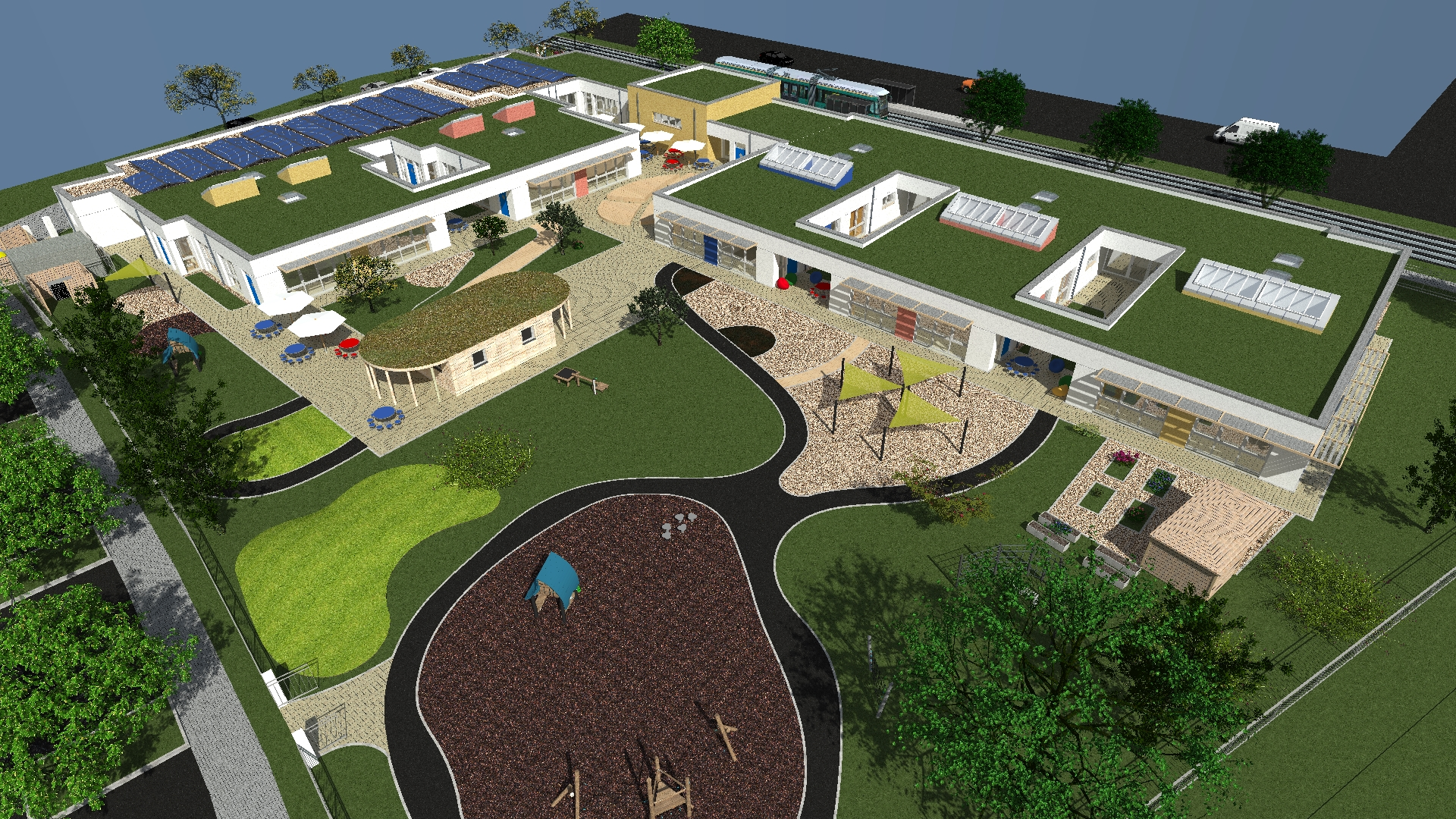
Luftbild (Entwurf) der zukünftigen Kita.

### Neubau Kindertagesstätte
Seit 2004 trägt das Klinikum das Zertifikat zum Audit berufundfamilie.
Im Februar 2022 erfolgte der erste Spatenstich für einen sogenannten Ersatzneubau der klinikeigenen Kindertageseinrichtung. Durch den 6,7 Millionen Euro teuren Neubau soll Platz für 200 Kinder geschaffen werden. Das zukünftige Kita-Gebäude (mit Krippe und Kindergarten) wird 2.500 Quadratmeter umfassen. Das Außengelände umfasst weitere 3.500 Quadratmeter. Im zweiten Halbjahr 2023 soll die neue Kita der Bestimmung übergeben werden.

### Campus Dessau der Universitätsmedizin Magdeburg
Der Campus Dessau ist ein im Aufbau befindlicher, dezentraler Standort der Universitätsmedizin Magdeburg, der in Kooperation mit dem Städtischen Klinikum Dessau entsteht. Ziel der strategischen Partnerschaft ist die langfristige Vernetzung in den Bereichen klinische Versorgung, medizinische Ausbildung und Forschung sowie die gemeinsame Koordination gesundheitsrelevanter Aufgaben in Sachsen-Anhalt.
Die Kooperation wurde am 24. Juni 2025 durch einen Rahmenvertrag besiegelt und stellt ein Modellprojekt dar, das sowohl der Umsetzung der Krankenhausreform als auch der Akademisierung von Gesundheitsfachberufen dient. Der Aufbau des Campus erfolgt schrittweise und umfasst zunächst die gemeinsame Nutzung ausgewählter klinischer Bereiche. Perspektivisch sind gemeinsame Forschungsprojekte, ein integriertes Lehrangebot für Medizinstudierende und die Etablierung eines vollwertigen universitären Campus geplant.
Im Fokus steht insbesondere die Bekämpfung des Fachkräftemangels im Gesundheitswesen durch regionale Ausbildungsmöglichkeiten und eine stärkere Verankerung des Medizinstudiums in der Fläche. Zudem soll die Kooperation zur Stärkung spezialisierter Versorgungsstrukturen, etwa im Bereich Onkologie, Transplantationsmedizin und Prävention, beitragen. Auch ein gemeinsames Comprehensive Cancer Center (CCC) ist vorgesehen.
Der Campus Dessau verfolgt darüber hinaus das Ziel, akademische und praktische Ausbildungsangebote für Gesundheitsberufe wie Hebammen, medizinisch-technische Assistenzen (MTA, ATA) und Pflegekräfte auszubauen sowie moderne Versorgungsformen wie Telemedizin und sektorenübergreifende Behandlungskonzepte zu fördern.

## Magnet4Europe
Seit August 2020 ist das Städtische Klinikum Dessau Teil der europaweiten Magnet4Europe-Studie, die in fünf europäischen Ländern stattfindet (Belgien, Deutschland, Irland, Großbritannien und Schweden). Es handelt sich hierbei um eine Interventions-Studie mit dem Ziel, die Arbeitsumgebung von pflegerischem Personal umzugestalten und zu verbessern, um einerseits die psychische Gesundheit und das Wohlbefinden (z. B. Arbeitszufriedenheit, Verringerung von Burnout, Fehlzeiten und Fluktuation) und andererseits die Patientensicherheit und die Patienten-Outcomes zu verbessern. Ein wesentlicher Aspekt dieses Studiendesigns umfasst eine 1:1-Partnerschaft der Europäischen Krankenhäuser mit einem U.S.-Magnet-Krankenhaus zur Begleitung der Umsetzung. Der Twinning-Partner des Städtischen Klinikums ist das in Lancaster (Pennsylvania) beheimatete Penn Medicine Lancaster General Health Hospital (LGH).

## SARSCov-2 Antikörpertherapie (monoklonal)
Während der Corona-Pandemie wurde im Klinikum eine Therapie mit monoklonalen Antikörpern gegen SARSCoV-2-Infektionen angeboten. Im Rahmen der Antikörpertherapie im Jahr 2021 kam das Medikament REGN-Cov2 (Casirivimab/Imdevimab) zur Behandlung der Delta-Variante zum Einsatz. Im Jahr 2022 war der Antikörper Sotrovimab im Einsatz. Bis März 2022 wurden 770 Patienten, vor allem Risikopatienten, mit Antikörpern behandelt.

## Fachbereiche am Standort Auenweg
Das Städtische Klinikum Dessau verfügt am Standort Auenweg über folgende Kliniken und Institute:
- Klinik für Akut- und Notfallmedizin[25]
- Klinik für Anästhesiologie, Intensivtherapie und Schmerztherapie
- Klinik für Augenheilkunde
- Klinik für Allgemein-, Viszeral- und Thoraxchirurgie
- Klinik für Gefäß- und Endovaskuläre Chirurgie / Phlebologie
- Hochschulklinik für Dermatologie, Venerologie und Allergologie, Immunologisches Zentrum
- Klinik für Frauenheilkunde und Geburtshilfe
- Klinik für Hals-Nasen-Ohren-Heilkunde, Kopf- und Halschirurgie sowie Plastische Operationen
- Klinik für Innere Medizin I (Pneumologie, Gastroenterologie, Nephrologie, Hämatologie, Infektiologie, Toxikologie und Onkologie)
- Klinik für Innere Medizin II (Kardiologie, Angiologie, Diabetologie und Intensivmedizin)
- Klinik für Kinder- und Jugendmedizin[26]
- Klinik für Neurochirurgie
- Klinik für Neurologie
- Klinik für Nuklearmedizin
- Klinik für Orthopädie und Unfallchirurgie
- Klinik für Plastische, Ästhetische und Handchirurgie
- Klinik für Diagnostische und Interventionelle Radiologie und Neuroradiologie
- Klinik für Strahlentherapie und Radioonkologie
- Institut für Klinische Chemie und Laboratoriumsdiagnostik
- Institut für Pathologie
- Belegabteilung für Mund-, Kiefer- und Gesichtschirurgie
- Klinik für Urologie, Kinderurologie und urologische Onkologie[27]
- Klinik für Palliativmedizin und Schmerztherapie[28]

## Zentren am Standort Auenweg
- Alterstraumazentrum
- Brustkrebszentrum
- Darmkrebszentrum
- Endoprothetikzentrum (EPZ-Max)[29]
- Gynäkologisches Krebszentrum[30]
- Gefäßzentrum
- Hautkrebszentrum
- Lungenkrebszentrum
- Metastasenzentrum
- Onkologisches Zentrum
- Onkologische Ambulanz/Tagesklinik[31]
- Prostatakarzinomzentrum[32]
- Überregionales Traumazentrum
- Überregionales Zentrum für Seltene Erkrankungen
- Wirbelsäulenzentrum
- Zentrum für Hämatologische Neoplasien[33]
- Sozialpädiatrisches Zentrum

## Bereiche am Standort Gropiusallee
- Ambulantes Operieren
- Ambulante Diagnostik
- Medizinisches Versorgungszentrum